# Железопътна линия Солун – Дедеагач
Железопътната линия Солун – Дедеагач е дълга 440,1 km, свързваща пристанищните градове Солун с Дедеагач, Гърция, през Кукуш, Дойран, Сяр, Драма, Ксанти и Гюмюрджина. 

## История
Линията е построена през 1896 година от акционерно дружество под фирмата „Compagnie du Chemin de Fer Ottoman Jonction Salonique-Constantinople (JSC)“. Дружеството е регистрирано по законите на Отоманската империя, със седалище в Истанбул и събрания на акционерите в Париж. Стратегическата цел на дружеството е да свърже с пряка железопътна връзка Солун и Истанбул, без да се налага преминаване през териториите на България и Сърбия по построените през 1870-те години на ХIХ в. линии на „Източни железници“ на Барон Хирш. 
Към 2019 година има два редовни пътнически влака от Солун към Дедеагач, позволяващи връзка през гара Дикеа (Кадъкьой) за гара Свиленград, България, както и разклонения за международни превози към София през Кулата и към Белград през Скопие. 
Експлоатацията на „Експрес на приятелството“ към Истанбул остава преустановена към 2023 година.

## Главни станции
Главните железопътни станции по линията Солун-Дедеагач са:
дем Солун
- Нова солунска железопътна гара
- Неяфиладелфийска железопътна гара

дем Кукуш
- Саламаново (Галик)
- Хасан Абас (Педино)
- Кукушка железопътна гара, Кукуш
- Янешево (Металико)
- Хърсово (Херсо)
- Крондирци (Калиндрия)
- Дойран (Дойрани)
- Гара Аканджали (Мурес)

дем Синтика
- Палмеш (Кастануса)
- Гара Порой (Родополи)
- Джума махала (Ливадия)
- Мандраджик (Мандраки)
- Рамна (Омало) · Турчели (Тракико)
- Хаджи бейлик (Вирония)
- Ветрен (Нео Петрици)
- Чифлиджик (Стримонохори), разклонение към България
- Валовищка железопътна гара, Валовища

дем Долна Джумая
- Просеник (Скотуса)

дем Сяр
- Сярска железопътна гара, Сяр

дем Зиляхово
- Порна (Газорос)
- Толос
- Гара Драчево (Статмос Левкотеас)

дем Драма
- Фотилово (Фотиловос)
- Драмска железопътна гара, Драма

дем Бук
- Нусретли (Никифорос)
- Козлукьой (Платания)
- Бук (Паранести)

Ксанти
- Неохори
- Ставропули
- Ливера
- Токсотес
- Ксантийска железопътна гара, Ксанти
- Полисито
- Ясъкьой (Ясмос)

Родопи
- Полиантос
- Гюмюрджинска железопътна гара, Гюмюрджина
- Вена

Еврос
- Мести
- Кирки
- Потамос
- разклонение към Железопътна линия Александруполис - Свиленград
- Дедеагачка железопътна гара, Дедеагач[3]

## Галерия
- Маршрутът през 1895/1896 година
- Гарата в Чифлиджик (Стримонохори)
- Гюмюрджинска железопътна гара
- Гарата в Сяр (Серес)
- Промяна трасето на жп линията Александруполис – Свиленград през 1971 г.